# Teatr Miejski w Klagenfurcie

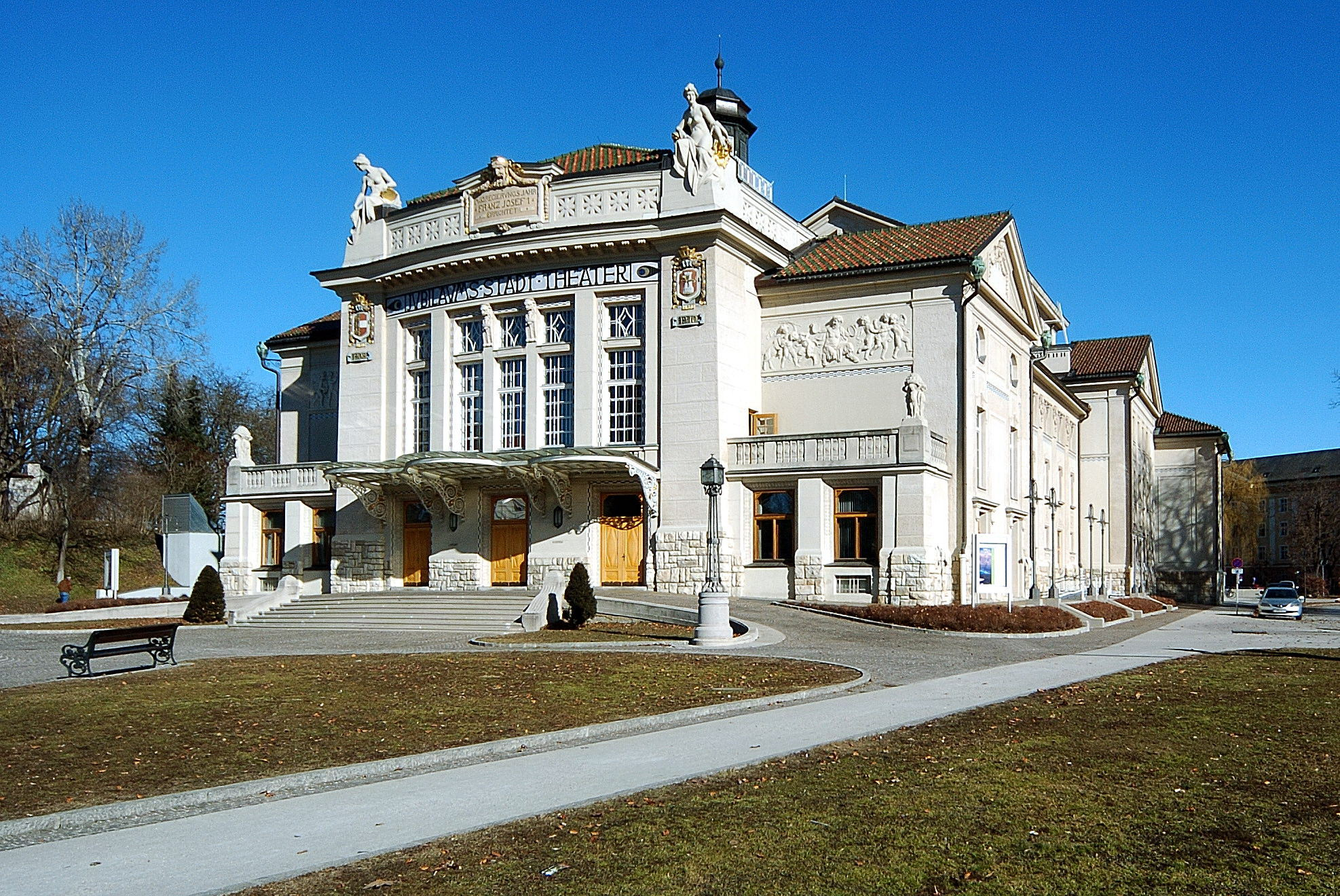
Teatr Miejski w Klagenfurcie

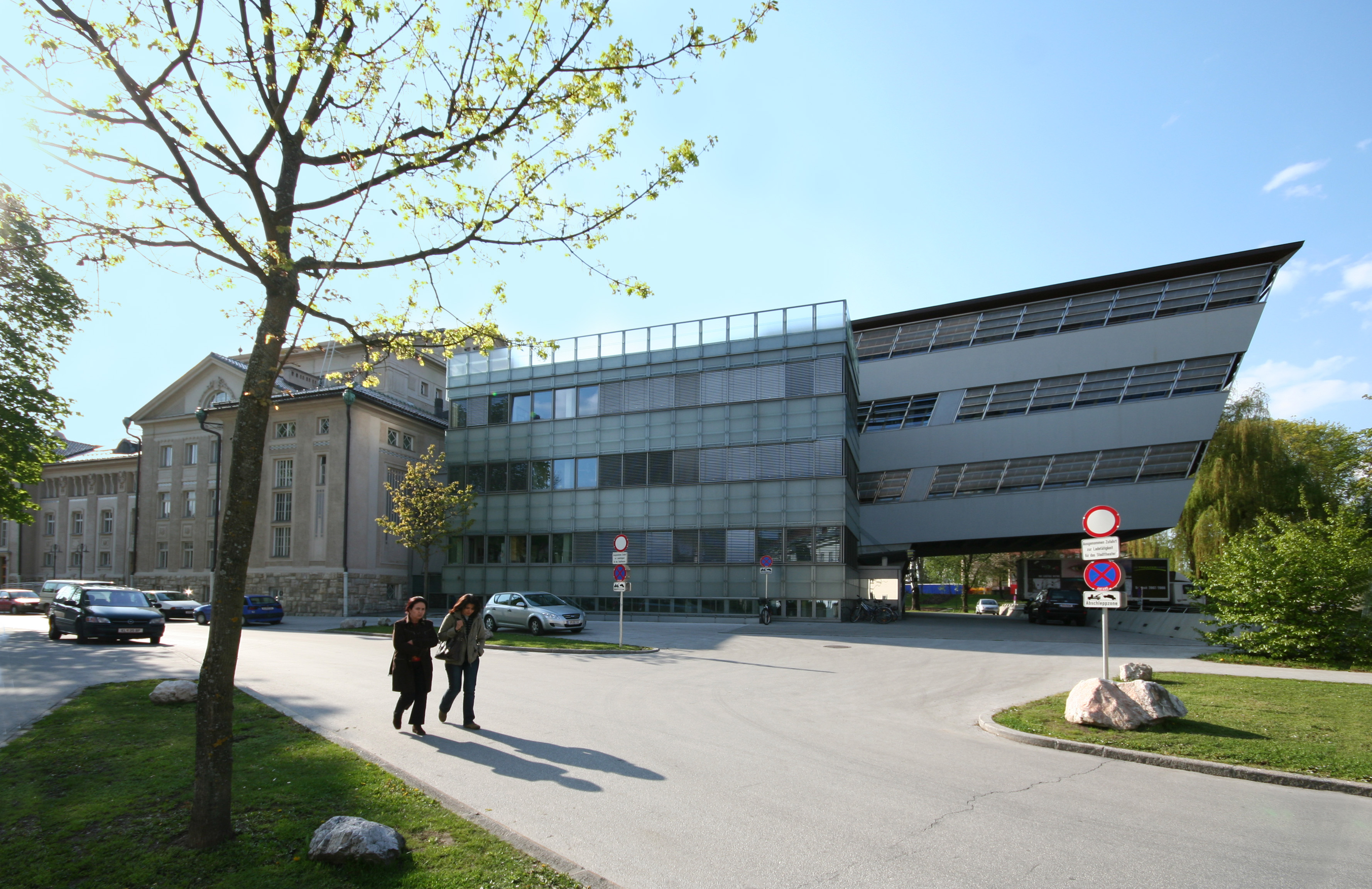
Teatr z dobudowanym zapleczem z roku 1996

Teatr Miejski w Klagenfurcie (niem. Stadttheater Klagenfurt) – teatr miejski o 400-letniej historii.
W latach 1605–1620 wzniesiono „Ballhaus” – drewniany budynek przeznaczony na salę taneczną dla arystokracji. W tej sali odbywały się też gościnne występy włoskich trup teatralnych, wędrujących z Wenecji do Wiednia. Stopniowo budynek został przystosowany do potrzeb teatru. W roku 1737 otwarto go już jako budynek teatralny. W roku 1811 drewniany budynek teatru został zastąpiony nowym budynkiem murowanym, który przetrwał do początku XX wieku. 
W roku 1908 przystąpiono do budowy nowego teatru według projektu wiedeńskiego biura projektowego Fellner & Helmer. 22 września 1910 odbyło się uroczyste otwarcie nowego teatru, któremu z okazji 60-lecia rządów cesarza Franciszka Józefa I nadano nazwę "Kaiser Franz Joseph I. Jubiläumstheater" (Teatr Jubileuszowy Cesarza Franciszka Józefa I). Budynek był wzorowany na teatrach w Gießen i Jabłońcu nad Nysą wzniesionych w latach 1906-1907, był utrzymany w stylu późnej secesji. Widownia dzieliła się na parter i dwa balkony. Znajdujący się obok budynek dawnego teatru z roku 1811 został rozebrany.
Budynek teatru został w latach sześćdziesiątych XX wieku zmodernizowany, zredukowano liczbę miejsc stojących i powiększono scenę. Dobudowana część z roku 1963 spotkała się z gwałtowną krytyką i została wkrótce usunięta. W roku 1995 rozpisano konkurs na ponowną rozbudowę, która została zrealizowana w latach 1996-1998.
Obecny repertuar teatru obejmuje przedstawienia dramatyczne, operowe, musicalowe i baletowe. W niedzielne popołudnia odbywają się koncerty kameralne z udziałem muzyków Orkiestry Symfonicznej Karyntii i członków chóru teatralnego. 
Przy teatrze działają dwa młodzieżowe kluby teatralne.